# Phellinus noxius
Phellinus noxius là một loài Basidiomycetes trong họ Hymenochaetaceae. Loài này được CornerG. Cunn miêu tả khoa học đầu tiên năm 1965.
Đây là loài gây hại của cây Acacia mangium, phát triển phổ biến ở Indonesia.